# Swartzia parvifolia
Swartzia parvifolia är en ärtväxtart som beskrevs av Robert Walter Schery. Swartzia parvifolia ingår i släktet Swartzia och familjen ärtväxter. Inga underarter finns listade i Catalogue of Life.